# Mentalisierung
Mentalisierung oder auch Mentalisation bezeichnet ein ursprünglich psychoanalytisches Konzept, das die menschliche Fähigkeit beschreibt, „eigenes Verhalten und das Verhalten anderer Menschen durch Zuschreibung mentaler Zustände zu interpretieren“. Zugleich werden Vorstellungen darüber gebildet, welche Überzeugungen, Einstellungen, Gefühle und Wünsche dem Verhalten des anderen zugrunde liegen könnten. Die Fähigkeit zur Mentalisierung ermöglicht Perspektivenübernahme und das eigene Erleben und Handeln sowie das des anderen reflexiv zu erfassen.
Für das Verstehen anderer Menschen gibt es eine Überschneidung mit dem Begriff der Empathie. Das Konzept der Mentalisierung umfasst zusätzlich die Wahrnehmung eigener mentaler Zustände.
Auf Grundlage der Erkenntnisse von Säuglingsforschung, Entwicklungspsychologie und Bindungstheorie wurde der Begriff der Mentalisierung von der Forschergruppe um Peter Fonagy und Mary Target am University College London geprägt. Angelehnt an das Konzept der Theory of Mind fand das Mentalisierungskonzept Eingang in die Entwicklung der mentalisierungsbasierten Psychotherapie. Das Vermögen, sich und andere zu verstehen, muss laut Fonagy und Target erworben werden.
Die Fähigkeit zur Mentalisierung wird ab den ersten Lebensmonaten entwickelt: In einer sicheren Bindungsbeziehung mit den Hauptbezugspersonen geschieht sozialer Austausch. Dabei wird davon ausgegangen, dass Säuglinge zunächst noch kein differenziertes Bewusstsein über ihre emotionalen Zustände und ihr Erleben haben. Dieses entsteht erst allmählich durch eine besondere Art der Affektspiegelung, mit der die frühen Bezugspersonen dem Kind empathisch und Resonanz gebend begegnen. Die Theorie der Mentalisierung beschreibt diese in verschiedenen aufeinander aufbauenden Phasen, die es dem Kind ermöglichen, zunehmend Affekte und Gefühlsbewegungen zu unterscheiden, zu verstehen und zu kontrollieren sowie die eigene Aufmerksamkeit zu regulieren. Die grundlegende Fähigkeit zu mentalisieren ist häufig ab dem vierten Lebensjahr ausgeprägt.

## Begriffsgeschichte
Geschaffen wurde der Begriff ursprünglich von Édouard Claparède, so Florence Guignard (2001). Im Jahr 1930 hatte Claparède den Begriff in dem Artikel La mentalisation erstmalig in der polnischen Zeitschrift Polskie Archiwum Psychologji  publiziert.
Später tauchte er im französischen Diskurs um Psychoanalyse und Psychosomatik auf, der zu Beginn der 1960er Jahre durch die Psychoanalytiker Michel Fain (1963) und Christian David (1964) sowie Michel de M’Uzan und Pierre Marty (1963/1991) als französisch mentalisation ‚inneres Abbild‘ geprägt wurde. Sie beschrieben mit dem Begriff eine klinische Entität, die in einer Unfähigkeit zur Symbolisierung mentaler Zustände oder auch deren Fehlen im „operativen Denken“ (pensée operatoire) liegt. In den 1960er Jahren arbeiteten Pierre Marty, Michel Émile de M’Uzan und Christian David gemeinsam daran, die Behandlung in der psychosomatischen Medizin zu verbessern, so dass ihre Gruppe zeitweise die Bezeichnung d’École psychosomatique de Paris erhielt. So beschrieben sie unter anderem einen psychosomatisch erkrankten Patienten, der sich nicht nur durch einen Mangel an bzw. Fehlen von Phantasie- und Traumtätigkeiten präsentierte, sondern auch durch eine fehlende Identifikation in Objektbeziehungen auszeichnete.
Pierre Luquet (1981) differenzierte das Konzept weiter und beschrieb vier Stufen der Mentalisierung. Während Serge Lecours und Marc-André Bouchard (1997) die theoretischen Implikationen der „Mentalisierung“ gemäß der Freudschen Strukturtheorie als eine (vorbewusste) Ich-Funktion verorteten. Diese Ichfunktion verbindet hiernach „basale sensomotorische Muster“ mit den entsprechenden mentalen Repräsentationen und generiert hieraus „komplexere mentale Strukturen mit höherem Symbolisierungs- und Abstraktionsgrad“.

## Grundlagen der Mentalisierung

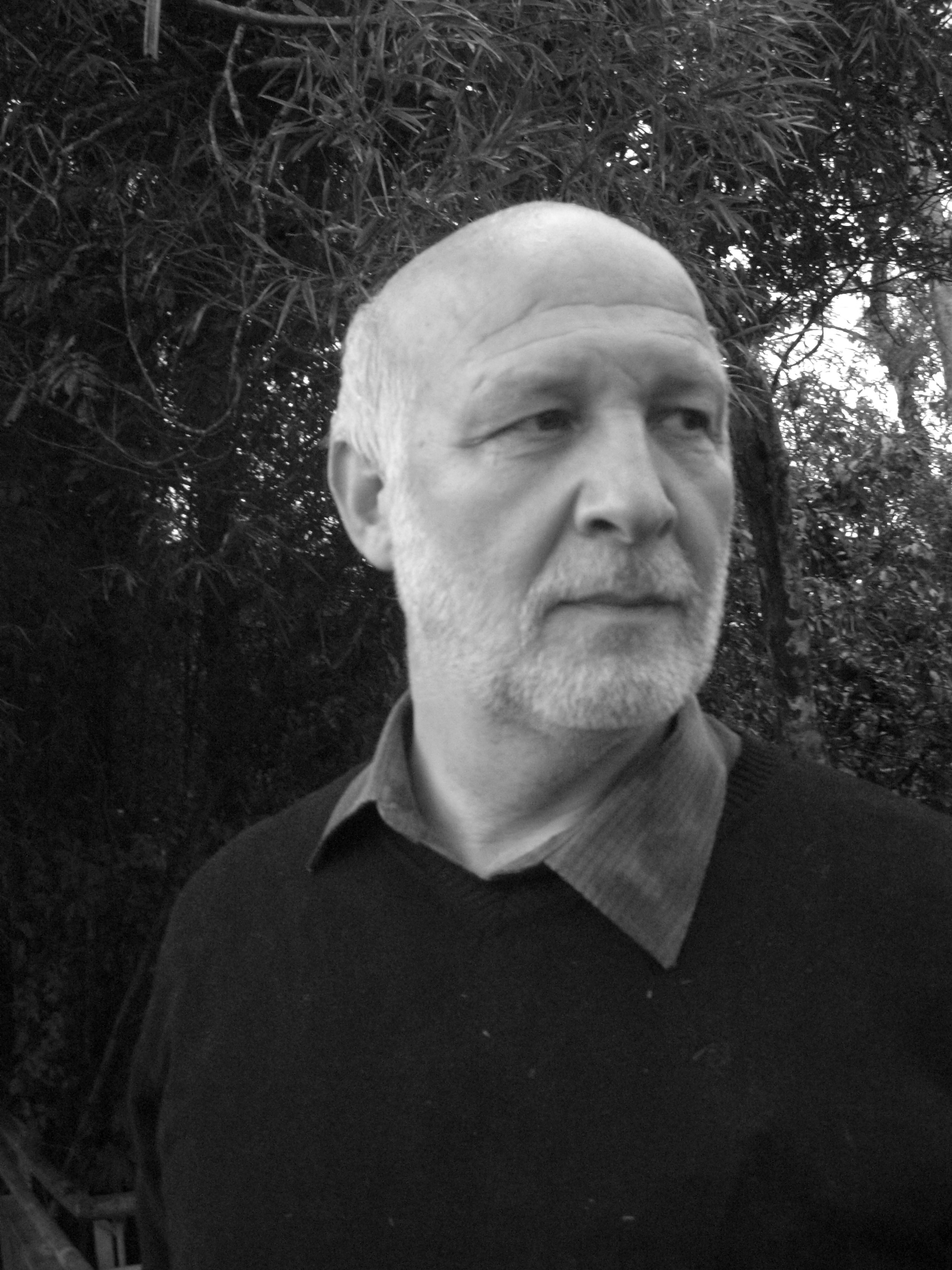
Der Psychoanalytiker Peter Fonagy ist einer der Urheber des Konzeptes der Mentalisierung und der mentalisierungsbasierten Psychotherapie.

Das Mentalisierungskonzept ist in die Theory-of-Mind-Forschung aufgenommen worden. Peter Fonagy und Mary Target bevorzugten den Ausdruck ‚Mentalisieren‘, weil es sich dabei um eine psychische Aktivität handelt. Ohne dabei selbst direkt Handeln zu müssen. Ob ‚Mentalisierung‘ („statisch“, „ergebnisbezogen“) oder ‚Mentalisieren‘ („dynamisch“, „prozessbezogen“), beide Begriffe setzen ein Verständnis der Natur des Mentalen voraus.
Das prozesshafte, die Tätigkeit des ‚Mentalisierens‘ umfasst u. a. die psychischen Funktionen, wie die Aufmerksamkeit, Achtsamkeit, Wahrnehmung, Erkennen, Beschreiben, Erzählen, Interpretieren, Symbolisieren, Schlussfolgern, Vorstellen, Erinnern, Reflektieren und Antizipieren.
Allgemein umfasst das Wissen oder die Erkenntnis, dass die Realität in der „Psyche“ lediglich repräsentiert oder abgebildet wird – die innerpsychischen Vorstellungen und Empfindungen der „realen Welt“ aber nicht exakt entsprechen.
Mentalisierung ist ein wissenschaftliches Konstrukt für die in der Alltagspsychologie normale Vergegenwärtigung geistiger Vorgänge. Es bedeutet also, affektive und mentale Zustände von Aktivität zu unterscheiden und dabei gleichzeitig als deren Verursacher anzuerkennen. Mentalisierung bedeutet, eine Vorstellung davon zu besitzen, welche geistigen, mentalen, also gedanklichen Gründe für das Verhalten eines Menschen vorliegen könnten. Es umfasst die Fähigkeit, in anderen Menschen wie bei sich selbst Wünsche, Gedanken und Überzeugungen zu vermuten, also mentale, geistige Vorgänge zu sehen, die dem Handeln zugrunde liegen. Ebenso ist es möglich, sich selbst zu mentalisieren, also reflexiv zu erfassen, welche Umstände und Erfahrungen in der Vergangenheit und Gegenwart zu den jetzigen Wünschen, Gedanken und Überzeugungen geführt haben. Um diese Fähigkeit zu entwickeln, ist es notwendig, eine grundlegende Vorstellung von dem Mentalen zu entwickeln.
Es ist für viele Menschen selbstverständlich, eigene und fremde Handlungen auf Wünsche, Bedürfnisse, Absichten, Erwartungen und Meinungen von anderen, aber auch von sich selbst zurückzuführen. Öffnet eine Person beispielsweise ein Fenster, so tut sie das, weil sie den Wunsch nach frischer Luft hat; sie lächelt, da sie sich freut; oder sie zeigt auf ein Objekt, da sie die Aufmerksamkeit auf dieses lenken möchte. Es gehört zum Alltag, diese mentalen Zustände bei anderen als Ursache von Handlungen zu betrachten.
Man kann die Fähigkeit zu mentalisieren als beim Menschen einzigartig ansehen. Sie scheint das Fundament der „sozialen Spezies“ Mensch zu sein, und möglicherweise die Grundlage dafür, kulturelles Wissen zu akkumulieren und zu erhalten. Der Mensch ist aufgrund seines „sozialen Gewissens“ eine Spezies, die Altruismus auch gegenüber nicht verwandten Artgenossen zeigt und dazu in der Lage ist, bei Konflikten Hilfestellung zu leisten. Dies wird ebenfalls auf die Fähigkeit zur Mentalisierung zurückgeführt.
Hierbei ist grundsätzlich nicht entscheidend, ob die vermuteten mentalen (geistigen) Zustände tatsächlich so vorhanden sind. Wichtig für die soziale Einstellung des Individuums scheint das Wissen zu sein, dass es sich bei den mentalisierten Gedanken lediglich um Repräsentationen der Wirklichkeit handelt. So ist es beispielsweise nicht entscheidend, ob von einem Gegenstand tatsächlich eine Gefahr ausgeht, sondern ob ein Gegenüber glaubt, dass es so ist, um vorhersehen zu können, wie er handeln wird. Allerdings bietet die Fähigkeit, korrekt zu mentalisieren, einen deutlichen Selektionsvorteil im Sinne von Charles Darwins Evolutionstheorie. Je häufiger es einer Person gelingt, ihr Gegenüber zu verstehen, umso eher wird sie sich auf die jeweilige soziale Umwelt einstellen können. Ist eine Person dazu in der Lage, die Wünsche, Gedanken und Überzeugungen anderer Personen häufig richtig zu deuten, wird sie dadurch anpassungsfähiger. Effektives Mentalisieren dient
- „der Orientierung und Kontrolle bei jeder Art interpersoneller Kommunikation und Beziehungsgestaltung
- der eigenen Emotions- und Selbstregulation
- dem Erwerb einer größeren emotionalen und sozialen Kompetenz.“ (sic)[28]

Ausgangspunkt der Forschung zur Mentalisierungsfähigkeit war die Theory of Mind (ToM). Dieses kognitive Konzept beforscht u. a., ab welchem Zeitpunkt Kinder entdecken, dass sie selbst und andere unterscheidbare mentale (geistige) Zustände haben können. Dieses Wissen stellt sich in allen Kulturen etwa zur gleichen Zeit ein. Die Forschung geht aus diesem Grund davon aus, dass diese Fähigkeit genetisch begründet ist. Im Unterschied zur Mentalisierung bezeichnet die Theory of Mind lediglich das Wissen darum, dass andere Menschen ebenfalls mentale (geistige) Zustände haben.
Das Mentalisierungskonzept von Fonagy und Target sowie ihren Mitarbeitern unterscheidet sich von der Theory-of-Mind-Forschung durch die Verbindungen mit der Bindungstheorie und der Entwicklungspsychologie sowie der Psychoanalyse. Fonagy und Target kritisieren die Theory of Mind, da es Hinweise auf eine sozialisationsabhängige Entwicklung gibt. So können z. B. Kinder, die mit älteren Geschwistern aufwachsen, eher verstehen, dass andere Personen falsche Überzeugungen haben. Das Wissen um falsche Vorstellungen bei anderen wird als Fähigkeit betrachtet, ab deren Erwerb beim Kind von einer Theory of Mind gesprochen werden kann. Fonagy und Mitarbeiter gehen davon aus, dass sich die Fähigkeit zur Mentalisierung nicht einfach als Reifungseigenschaft von selbst einstellt, sondern sich ab den ersten Lebensjahren im Austausch mit den Hauptbezugspersonen erst entwickeln muss.
Die Wissenschaftler haben zu diesem Zweck ein Forschungsprogramm ins Leben gerufen, welches sowohl die Entwicklung der grundlegenden Entwicklungsschritte bis zur Fähigkeit zur Mentalisierung untersucht als auch die Auswirkungen der Mentalisierung für einen erwachsenen Menschen. Dabei sind sie der Fragestellung nachgegangen, inwieweit Störungen in dieser Entwicklung zu psychischen Störungen führen können.
Siehe auch: Mentalisierungsbasierte Psychotherapie.

## Theoretische Grundlagen

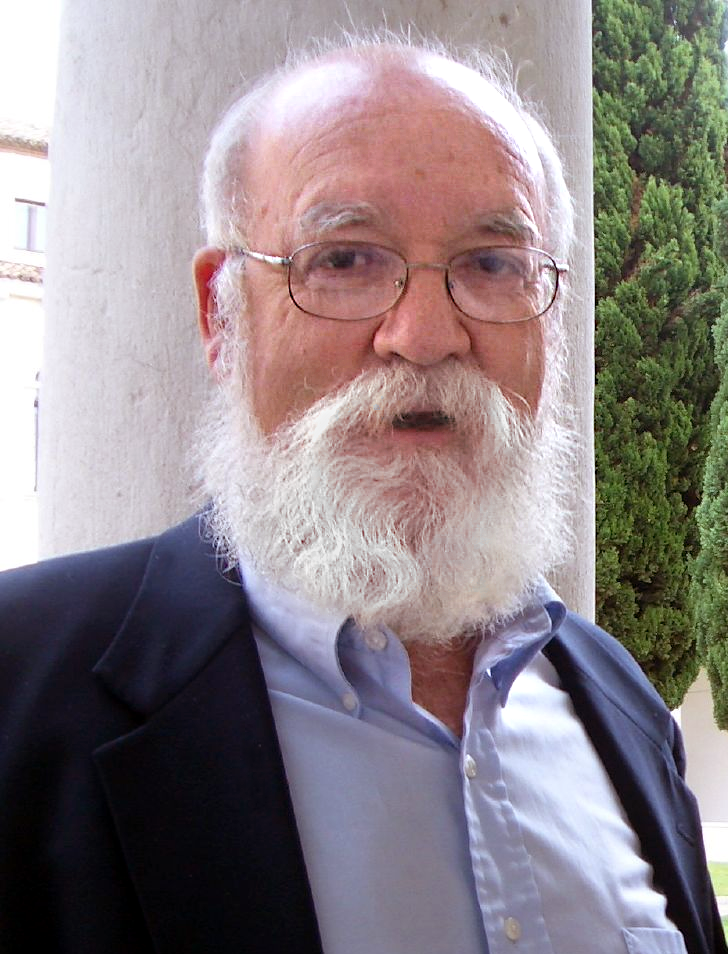
Daniel Dennett, 2006

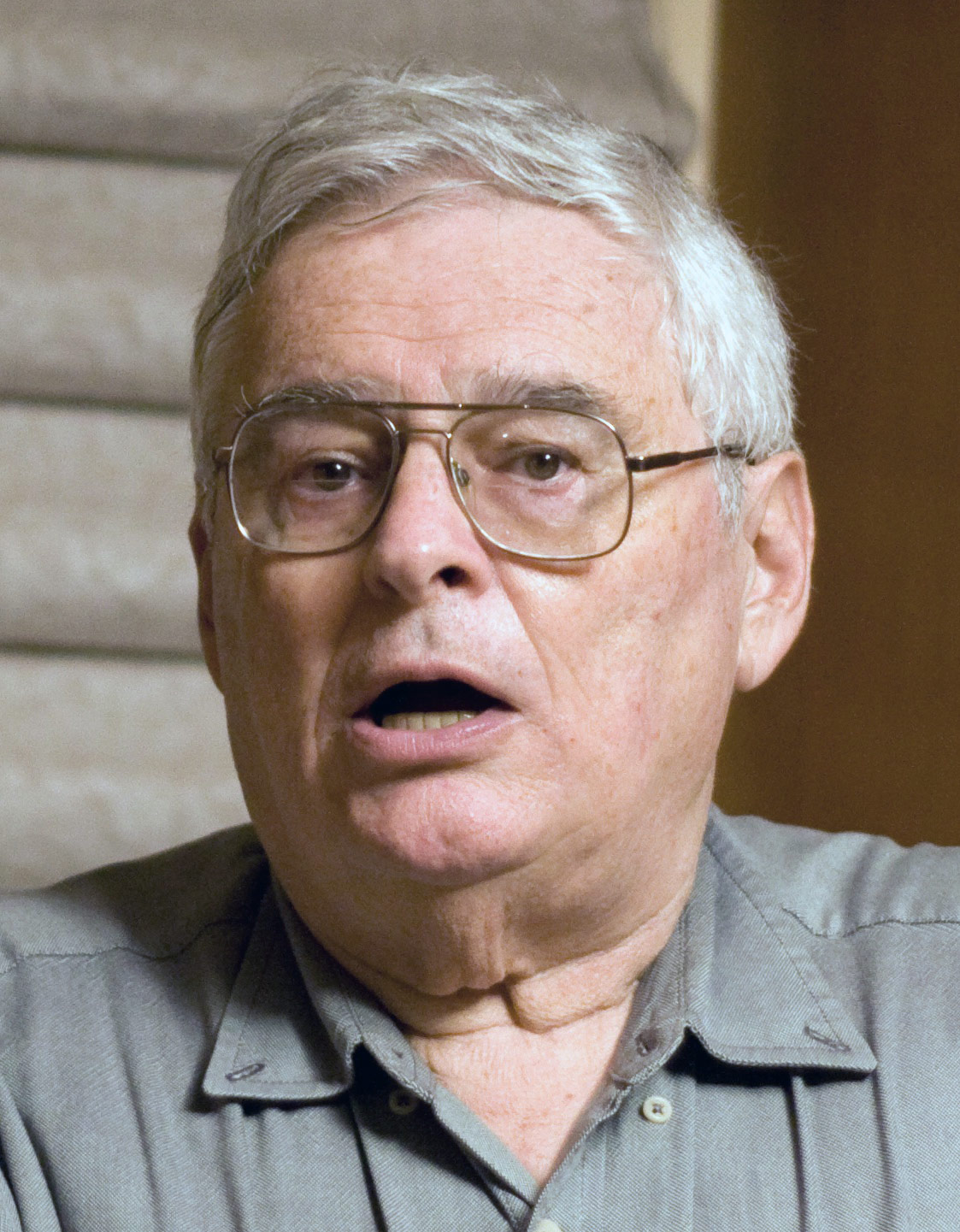
Jerry Fodor, 2007

In den vergangenen Jahrzehnten haben Wissenschaftler nach dem Ursprung der Möglichkeit von Menschen gefragt, ihre eigenen mentalen Zustände in Verbindung mit den mentalen Zuständen anderer Menschen zu sehen. Dazu gehören Philosophen wie Daniel Dennett oder Jerry Fodor sowie einige kognitive Entwicklungspsychologen. Diese einzigartige Fähigkeit des Menschen wird in den Kognitionswissenschaften Theory of Mind genannt, also eine Theorie des Mentalen zu besitzen, die jeder Mensch entwickeln kann. Der Begriff Theory of Mind (ToM) bezeichnet in der Psychologie und den anderen Kognitionswissenschaften die Fähigkeit, eine Annahme über Bewusstseinsvorgänge in anderen Personen vorzunehmen, also in anderen Personen Gefühle, Bedürfnisse, Absichten, Erwartungen und Meinungen zu vermuten.
Der Philosoph Daniel Dennett sah in dieser Fähigkeit eine enorme evolutionäre Anpassungsleistung. Die Fähigkeit, die Handlungen anderer als absichtsvoll und von einem Geist gesteuert zu verstehen, macht es möglich, die Handlungen anderer vorauszusehen. Indem der Handlung eines anderen Menschen eine Intention, also eine Absicht unterstellt wird, wird das Verhalten vorhersehbar. Ein sehr einfaches Beispiel hierfür wäre, dass eine Person sich wütend oder traurig über den Verlust eines Gegenstandes zeigt. Die Person würde diesen Gegenstand dann eher suchen gehen, als wenn sie sich über den Verlust völlig emotionslos oder gleichgültig zeigt.

## Voraussetzungen zur Entwicklung der Mentalisierungsfähigkeit
Fonagy und Target stellen insbesondere die Fähigkeit, psychische Zustände zu interpretieren, als bedeutsame soziale Entwicklung des Menschen dar. Sie bezeichnen diese sich entwickelnden Funktionen als interpersonale Interpretationsfunktion (IIF). Sie betrachten die interpersonale Interpretationsfunktion als Instrument zur Verarbeitung neuer Erfahrungen. Um diese Funktion zu nutzen, müssen weitere komplexe psychische Funktionen wie
- Regulierung der Emotionen,
- Aufmerksamkeitskontrolle und
- mentalisierende Fähigkeiten

zusammenwirken. Um die Fähigkeit zu mentalisieren auch tatsächlich nutzen zu können, bedarf es, nach Ansicht der Forscher, also eines komplexen Zusammenspiels von weiteren psychischen Funktionen. Die Entwicklung dieser Funktionen bedingt sich gegenseitig. Ist z. B. die Funktion zur Aufmerksamkeitskontrolle nicht ausreichend entwickelt, gelingt es einer Person nicht, die IIF in Stresssituationen einzusetzen. Negative emotionale Reaktionen auf Handlungen anderer können nicht auf den mentalen Zustand eines Gegenübers zurückgeführt werden. Es fehlt in einer solchen Situation an reflektierender Distanz. Es ist einer Person so beispielsweise nicht möglich, ein vermeintlich feindliches Verhalten eines Gegenübers auf eigene Handlungen oder Äußerungen zurückzuführen. Es findet keine Reflexion vorausgehender Ursachen statt.
Als höchste Ausprägung in der Entwicklung der interpersonalen Interpretationsfunktion sehen die Forscher die Fähigkeit an, eigenes und anderer Menschen Verhalten auf der Grundlage intentionaler mentaler Zustände zu verstehen. Eine fehlangepasste Bindung verhindert die Entwicklung einer solchen interpersonalen Interpretationsfunktion. Insbesondere Personen, die an einer Borderline-Persönlichkeitsstörung leiden, besitzen diese Funktion nicht.
Um die Mentalisierungsfähigkeit von erwachsenen Personen untersuchen zu können, haben die Forscher diese mentalistische Interpretationsstrategie als „Reflexionsfunktion“ operationalisiert. Dieser Begriff bezeichnet „Die Fähigkeit, das eigene Verhalten sowie die Handlungsweisen anderer Menschen plausibel als Resultat zugrunde liegender psychischer Zustände zu interpretieren.“

## Entwicklungspsychologie der Mentalisierung

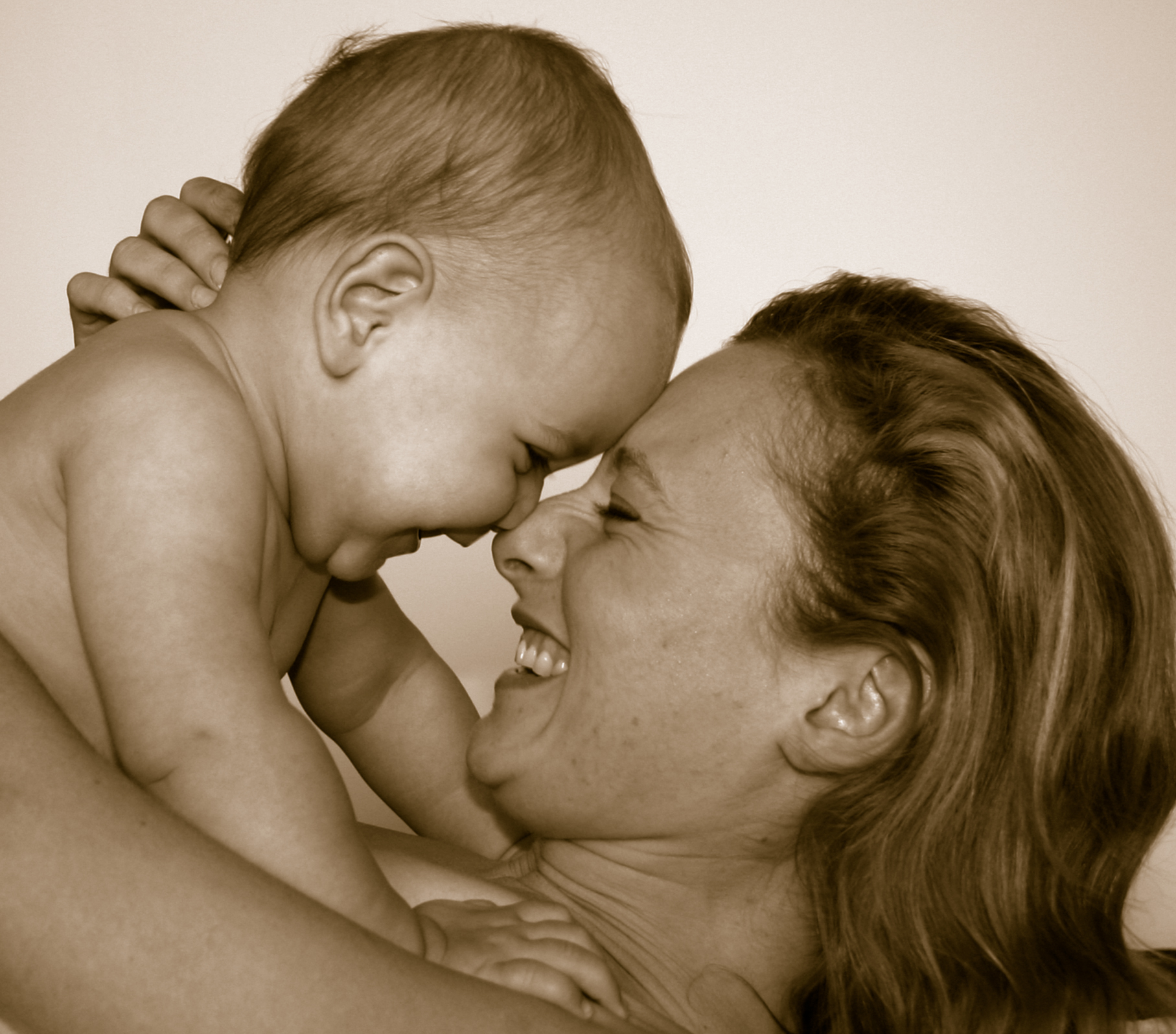
Menschen sind schon kurz nach der Geburt zu sozialen Austauschprozessen fähig.

Fonagy und Target sowie ihre Forschergruppe am University College London haben diese Grundlagen mit der psychoanalytischen Säuglingsforschung und akademischen Entwicklungspsychologie sowie der Bindungstheorie in Verbindung gebracht. Sie erstellten eine Theorie, welche die Entwicklung dieses Verständnisses des Menschen, in anderen ähnliche mentale Zustände wie in der eigenen Person zu vermuten, beschreibt. Auch die pathologischen Fehlentwicklungen dieser Fähigkeit wurden in einen Zusammenhang mit der frühen Entwicklung des Menschen gebracht.
Fonagy und Target gehen von der Annahme aus, dass sich eine Theory of Mind nicht einfach ab einem gewissen Alter einstellt, sie gehen davon aus, dass diese Fähigkeit in einem sensiblen Entwicklungsprozess, der in der frühesten Kindheit beginnt, erst erworben werden muss.

### Das Selbst als Urheber
In einer normalen Entwicklung zeigen sich nach Fonagy und György Gergely unterschiedliche, frühe Phasen der Entwicklung des Selbst und dessen Verständnis von seinen Möglichkeiten, Urheber von Veränderungen in seiner physischen und sozialen Umgebung zu sein. So muss das Kind zuerst verstehen, welche Dinge es in seiner physischen Umwelt auslösen kann, bevor es versteht, dass es auch auf das Wissen einer anderen Person Einfluss hat. Die Entwicklung wird mit zunehmendem Alter komplexer. Es können fünf Phasen der Urheberschaft, welche die Grundbedingung für die Mentalisierungsfähigkeit sind, unterschieden werden:
- die körperliche Ebene: Von Geburt an erkennt das Kind, welche Auswirkungen es auf die im Raum befindlichen Körper ausüben kann. Es kann Dinge als Urheber bewegen;
- die soziale Ebene: Der von Geburt an beginnende Interaktionsprozess zwischen Kindern und ihren Bezugspersonen äußert sich in der frühen Kindheit in dem Verständnis, dass das Kind Urheber sozialer Austauschprozesse sein kann;
- die teleologische Ebene: Hier beginnt ein Verständnis des Kindes davon, wie es durch verschiedene Möglichkeiten Ziele erreichen kann. Es kann (mit etwa acht bis neun Monaten) über verschiedene Möglichkeiten, ein Ziel zu erreichen (zu einem Ort zu gelangen oder einen Gegenstand in die richtige Position zu bewegen), nachdenken. Bei dieser frühen Form handelt es sich wiederum um ein auf den physikalischen Raum beschränktes Selbstverständnis von Urheberschaft;
- die intentionale Ebene: Hier beginnt ein Verständnis von Handlungen, welches bereits Intentionen als Urheber versteht. Hierbei werden sowohl eigene als auch fremde Intentionen erkannt. Dieser Entwicklungsschritt vollzieht sich im Laufe des zweiten Lebensjahres;
- die repräsentationale Ebene: Etwa im vierten Lebensjahr vollzieht sich ein weiterer Verstehensschritt der Urheberschaft. Kinder können ab diesem Lebensalter in ihre Überlegungen miteinbeziehen, dass es ein Wissen über etwas gibt (z. B. Überzeugungen). Man kann also sagen, dass sie sich selbst nun als Urheber repräsentationaler, also mentaler Zustände verstehen können. Eine typische Untersuchung zu dieser Entwicklungserrungenschaft ist, ab welchem Alter Kinder dazu in der Lage sind zu verstehen, dass andere Menschen ein falsches Wissen über etwas haben können.

Darüber hinaus ist ein weiterer Entwicklungsschritt bedeutungsvoll: Ab etwa dem sechsten Lebensjahr ist das Kind dazu in der Lage, seine Erinnerungen an eigene intentionale Aktivitäten und Erfahrungen kohärent, kausal und temporal (zeitlich) zu organisieren. Damit ist gemeint, dass es ein einheitliches Verständnis für seine vergangenen Erfahrungen hat. So ist es beispielsweise in der Lage, Handlungen zu verstehen, die sich auf seine eigene Vergangenheit beziehen. Fonagy spricht in diesem Zusammenhang von einem autobiographischen Selbst.
Die zunehmende Fähigkeit des Kindes, sich selbst als Urheber zu begreifen, zeigt eine deutliche Tendenz, mentale Zustände differenzierter wahrzunehmen. Es ist eine Grundvoraussetzung dafür, soziale Interaktionen zu erklären, also sich selbst und andere unter den Gesichtspunkten von Emotionen, Wünschen und Überzeugungen beider Beteiligter zu erklären. Dieser Prozess des Verständnisses beginnt damit, dass das Kind Konzepte über die inneren Zustände entwickelt. So kann es beispielsweise nur über die Angst einer anderen Person nachdenken, wenn es eine Repräsentation der Angst als physiologische, kognitive und behaviorale (verhaltensmäßige) Erfahrung besitzt. Dieses komplexe Konzept wird in der Psychoanalyse als sekundäre Repräsentanz bezeichnet (siehe unten).

### Bindung als Entwicklungsvoraussetzung
Als notwendige Bedingung für diese Entwicklung sehen Fonagy und Target eine sichere Bindung des Kindes an seine Bezugsperson an. „Wir müssen von einem dialektischen Modell der Entwicklung des Selbst ausgehen (…), demzufolge die Fähigkeit des Kindes, eine kohärente Vorstellung von der Psyche zu entwickeln, entscheidend davon abhängt, dass es sich selbst von seiner Bindungsfigur als Psyche wahrgenommen fühlt.“ Die Bindungstheorie nach John Bowlby geht davon aus, dass es einen evolutionären Vorteil darstellt, wenn das Kind dazu in der Lage ist, seine Eltern emotional an sich zu binden, die ihm Schutz geben können und in der Lage sind, darauf adäquat zu reagieren. Durch die Bindungsbeziehung versucht das Kind, die Nähe der Bezugsperson sicherzustellen. Die Qualität der Bindung an die wichtigen Bezugspersonen führt zu einem bestimmten Bindungsstil des Kindes, der sich auf das Verhalten wie auf die Seele des Menschen auswirkt und das Verhalten der Bindungsperson für das Kind vorhersehbar macht. Die psychischen Auswirkungen bezeichnete Bowlby als englisch inner working models ‚innere Arbeitsmodelle‘. Diese Arbeitsmodelle, welche die frühen Beziehungserfahrungen mit der Bezugsperson beinhalten, werden als Grundlage der Anpassung des Menschen an seine soziale Umwelt betrachtet. Die Auswirkung früher Bindungserfahrungen können auch bei erwachsenen Menschen nachgewiesen werden. Fonagy und Target gehen von der Annahme der Bindungstheorie aus, dass die Bindung nicht nur Auswirkungen auf das Sozialverhalten besitzt, sondern auch bestimmte psychische Funktionen und die Wahrnehmung von Beziehungen von der Bindungsbeziehung zu einer frühen Bezugsperson beeinflusst werden.
Diese komplexen Funktionen entwickeln sich nicht nur, wie in der Bindungstheorie ursprünglich beschrieben, durch die Nähe der Bezugsperson. Vielmehr sind sowohl die bestehende Nähe zur Bindungsperson als auch Prozesse des Austausches in der Bindung relevant.
Um die Entstehung dieser komplexen psychischen Funktionen zu erklären, greifen Fonagy und Target auf die empirische Säuglingsforschung zurück. Dabei gehen sie davon aus, dass die grundlegenden Emotionen und Affekte in den ersten Lebensmonaten noch undifferenziert sind.

### Affektregulierung und die Entwicklung des Selbst
Einige Entwicklungspsychologen gehen davon aus, dass Säuglinge im ersten Lebensjahr die eigenen Affekte oder Emotionen als positive oder negative Zustände erleben, ohne sie wirklich zuordnen zu können. Dabei erleben sie die mit einer Emotion einhergehenden typischen körperlichen Veränderungen passiv und undifferenziert. Sie können die körperlichen Verfassungen, welche die verschiedenen Emotionen typischerweise begleiten, nicht bewusst zuordnen. Die grundlegenden Emotionen (Freude, Ärger, Angst, Trauer, Ekel und Überraschung; siehe auch Emotionstheorien)
werden erlebt, ohne dass ihnen ein reflektierender Sinn beigemessen werden kann. Säuglinge können also ein Unwohlsein empfinden, das durch ein ängstigendes Ereignis ausgelöst wird. Sie können aber nicht feststellen, dass sie selbst „ängstlich“ sind. Genau so wenig haben sie schon die Fähigkeiten, die Angst mit einer Person oder einem Ereignis zu verknüpfen, die den ängstlichen Zustand herbeigeführt haben.
Das Kind muss diese Fähigkeit, verschiedene emotionale Zustände zu unterscheiden, erst entwickeln. Der Fähigkeit, emotionale Zustände unterscheiden zu können, misst die Forschergruppe um Fonagy eine große Bedeutung bei. Sie glauben, dass diese Fähigkeit die Grundvoraussetzung dafür ist, seine eigenen überhaupt als solche zu erkennen. Dies wiederum ist die Grundlage, anderen Menschen ebenfalls zuschreiben zu können, dass sie derartige mentale Zustände besitzen.

#### Affektspiegelung
Um zu erklären, wie Kinder diese Fähigkeit entwickeln, greifen Fonagy und Target auf das entwicklungspsychologische Modell der Affektspiegelung des Ungarn György Gergely und des Kanadiers John Watson zurück. Gergely und Watson beschreiben die Affektregulierung von Säuglingen, die im Zusammenspiel mit ihren Bezugspersonen entsteht. Dies ist auch eine Grundlage für die Entwicklung der Fähigkeit zur Regulation der Affekte.
Gergely und Watson gehen ebenfalls davon aus, dass Säuglinge die ihre Emotionen begleitenden, körperlichen Gefühle noch undifferenziert und unreflektiert – vage – wahrnehmen (primary awareness). Sie werden sich ihrer eigenen Gefühls- und emotionalen Zustände erst durch die Reaktion der Pflegeperson auf ihre Emotionsausdrücke bewusster, d. h. durch eine entsprechende Antwort der Pflegeperson, welche dem Emotionsausdruck des Säuglings entspricht. Die Forscher sprechen in diesem Zusammenhang von Affektspiegelung.
Diese Affektspiegelung ist als nonverbale Antwort in Mimik und Lautierung zu verstehen, die dem emotionalen Zustand des Säuglings entspricht. Dabei zeigen Eltern meist eine übertriebene, stark akzentuierte Antwort. Die Forscher nennen diese stark akzentuierten, affektiven Antworten der Eltern Markierung. Dieses Verhalten scheint dem Menschen angeboren und eine evolutionäre Besonderheit zu sein. Dieses intuitive Verhalten zeigt sich auch in der kulturübergreifenden Babysprache, die Menschen in vielen Kulturen automatisch verwenden, wenn sie sich an Säuglinge und Kleinkinder wenden. Eltern übertreiben hierdurch die Affektausdrücke der Kinder deutlich.

#### Markierung
Nach Gergely und Watson ist die Übertreibung oder Markierung der Affekte der Säuglinge von entscheidender Bedeutung. Zwar empfinden Pflegepersonen beim Anblick des emotionalen Ausdrucks ihrer Kinder ebenfalls ähnliche Gefühle, sie reagieren in Mimik und Lautierung aber nicht gleich oder mit dem Ausdruck „echter“ Gefühle, wie sie es in der Kommunikation mit Erwachsenen oder älteren Kindern tun würden. Sie zeigen einen ähnlichen, aber übertriebenen (markierten) affektiven Gesichtsausdruck und lautieren dementsprechend.
Kinder bevorzugen ab etwa dem dritten Lebensmonat nicht mehr kontingente, also genau gleiche, Bewegungen, die sie beispielsweise im Spiegel sehen, sondern bevorzugen starke Ähnlichkeiten oder Überschneidungen wie die Beinbewegungen anderer Babys. Sie zeigen also ab diesem Zeitpunkt mehr Interesse für Ähnlichkeiten und nicht mehr für exakte Entsprechungen. Daraus schließen Gergely und Watson, dass sie auch eine Bereitschaft entwickeln, diese Ähnlichkeiten bei ihren Eltern wahrzunehmen oder diese gar erwarten.

#### Beginnende Affektregulierung
Eine weitere Bedeutsamkeit für die Entwicklung der Wahrnehmung eigener emotionaler Zustände entsteht dadurch, dass die Affekte der Säuglinge durch diese Face-to-face-Interaktion, also das mimische Wechselspiel mit ihren Eltern, verändert werden können. Dazu ist der Säugling allein nur sehr bedingt in der Lage. Im günstigen Fall reguliert die Pflegeperson die affektiven Zustände des Kindes also intuitiv und ungewollt durch ihre Anpassung an die Affektausdrücke des Säuglings und geringe Variationen dieser durch ihren eigenen mimischen Ausdruck. Die Bezugsperson passt sich den Affektausdrücken der Säuglinge an und schwächt diese sequenziell in einer Face-to-face-Interaktion ab oder verstärkt sie. Diese einzelnen Sequenzen spielen sich in einem Zeitrahmen von unter einer Sekunde ab. Dadurch scheint sich ebenfalls der Affektzustand des Kindes entsprechend abzuschwächen oder zu verstärken.
Auf diese Weise versteht der Säugling mit der Zeit, dass seine Pflegepersonen auf seinen eigenen Zustand reagieren. Er versteht, dass die Bezugspersonen seinen eigenen Zustand widerspiegeln. Der dabei von den Pflegepersonen gezeigte Affekt ist markiert, also eine Übertreibung des Ausdruckes des Kindes. Gerade durch die Übertreibung (Markierung) hat der Säugling die Möglichkeit zu erkennen, dass seine Eltern etwas „darstellen“, was nicht genau seinem eigenen Empfinden entspricht. Es besitzt aber so viel Ähnlichkeit, dass der Säugling eine Verbindung zwischen dem eigenen Affektausdruck und dem seiner Eltern herstellen kann. Würden die Eltern dabei auf den Ausdruck des Kindes wie auf den Ausdruck eines anderen Erwachsenen reagieren (unmarkiert), wäre der Säugling mit einem echten emotionalen Zustand eines Erwachsenen konfrontiert. Der Säugling hat durch die Markierung die Möglichkeit zu verstehen, dass die Pflegepersonen seinen eigenen affektiven Zustand nachahmen.

#### Bildung „sekundärer Repräsentanzen“
Das Erkennen der Spiegelung durch den Säugling bezeichnen die Forscher als referenzielle Entkoppelung. Der Säugling versteht, dass der Zustand, den er von der Pflegeperson gespiegelt bekommt, nicht echt ist, also nicht dem wirklichen Zustand der Pflegeperson entspricht. Er versteht den Ausdruck als ein Spiel, als eine Als-ob-Qualität. Als nächsten Schritt erkennt der Säugling, dass sich der vom Träger (dem Gesicht) entkoppelte Ausdruck auf ihn bezieht und dass es sich dabei um eine Widerspiegelung seines eigenen Affektausdruckes handelt. Dieser Vorgang wird von Gergely und Watson als referenzielle Verankerung bezeichnet.
Als Beispiel kann das Biofeedback verwendet werden. Bei diesem Verfahren werden körperliche Zustände oder Vorgänge (bspw. Puls, Blutdruck oder Schluckvorgänge) in zumeist bildgebenden Verfahren dargestellt. Der Patient weiß, dass es sich hierbei um eine bildliche Darstellung seiner eigenen Körpervorgänge handelt, und nicht ein Vorgang des Bildschirms oder des Apparates ist, auf dem diese Vorgänge dargestellt werden. Er kann so beispielsweise auf einem Bildschirm sehen, wie sich sein Blutdruck verändert. Somit ist es ihm möglich zu lernen, dass durch Muskelkontraktion sein Blutdruck beeinflusst wird. Kann er diesen Zusammenhang wahrnehmen, ist es ihm möglich, seinen Blutdruck bewusst zu regulieren, da er eines körperlichen Ablaufs, der sonst nicht bewusst, sondern willkürlich abläuft, gewahr wird.
„So kann die primäre Bindungsbeziehung den Schritt von einem primären Gewahrsein innerer Zustände zu einem funktionellen Gewahrsein herbeiführen. Sobald sich dieses entwickelt hat, kann ein Konzept, das dem Wutgefühl entspricht (nicht das Erleben von Wut, sondern die Vorstellung von Wut) benutzt werden, um den entsprechenden mentalen Zustand des Anderen zu simulieren und auf diese Weise zu erschließen.“
Auf diese Weise lernt der Säugling, die markierten Affektausdrücke seiner Pflegepersonen als Darstellung seines eigenen affektiven Ausdruckes zu verstehen. So erhält er eine erste bewusste Vorstellung – ein Bild – seines eigenen Zustandes, den er zuvor nur undifferenziert erlebt hat.
Man spricht dann davon, dass der Affekt nun geistig-mental oder psychisch repräsentiert wird. Der Affekt wird nun nicht mehr nur vage wahrgenommen, nun ist dem körperlichen Gefühl ein bestimmter Gedanke zugeordnet. Es hat sich eine geistige Entsprechung des Affektes gebildet, eine Repräsentanz. Der Affekt wird also nicht sofort mit den typischen körperlichen Erscheinungen, welche die grundlegenden Emotionen typischerweise begleiten, passiv erfahren, der Affekt erhält eine Entsprechung in der Psyche. Man spricht aus diesem Grund auch von sekundärer Repräsentanz. Der Affekt oder die Emotion kann nun zum Gegenstand des Nachdenkens werden, was dem älteren Kind oder dem Erwachsenen erlaubt, über diese Emotion, seine Entstehung und Bedeutung, zu reflektieren und diese zu regulieren. „Emotionale Selbstkontrolle wird erst möglich, wenn sich sekundäre Regulations- oder Kontrollstrukturen über Repräsentationen entwickelt haben“. Diese so entstandene Repräsentation erlaubt also eine erste bewusste Wahrnehmung des eigenen Zustandes. Es gehört somit zu den rudimentären Inhalten des Verständnisses der eigenen Person, die in der Psychologie das Selbst genannt wird. Im weiteren Verlauf der Entwicklung ist es möglich, dass die Psyche oder der Geist selbst zum Gegenstand des Nachdenkens werden. In der kognitiven Psychologie bezeichnet man dies als Metakognitionen. Fonagy und Target sprechen von Metarepräsentationen. Sie gehen davon aus, dass Repräsentationen schon vor dem Erlernen einer verbalen Zuschreibung vorhanden sind, also bevor Sprache erlernt wurde (Freude als Freude benennen). Darüber hinaus ist es dem Säugling und Kleinkind von nun an möglich, die Affekte anderer wahrzunehmen und diese zu simulieren.

#### Verwandte psychoanalytische Modelle
Die Theorie, dass die (emotional gesunde) Mutter die negativen Emotionen, die das Kind auf sie projiziert, in sich aufbewahrt und „entgiftet“ wieder zurückgibt, wurde von Wilfred Bion bereits in den 1960er Jahren beschrieben. Bion spricht davon, dass die Mutter dem Kind gegenüber eine Containerfunktion für negative Affekte entwickelt. Auch dieser von Bion beschriebene Vorgang hat die Auswirkung, dass Affekte in der Psyche des Kindes symbolisiert werden können. Es besitzt große Ähnlichkeit mit der beschriebenen Affektspiegelung.

### Intentionalität
Fonagy und Target sehen es als einen bedeutsamen Zwischenschritt für die Entwicklung der Fähigkeit der Mentalisierung an, dass Kinder, frühestens mit neun bis fünfzehn Monaten, in den Handlungen anderer eine Intention, also eine Absicht erkennen können. Diese beschränkt sich zunächst auf sehr rudimentäre Dinge wie Aufmerksamkeit oder Emotionen. Sie verstehen ab diesem Zeitpunkt, dass Menschen mit einer Handlung eine Intention verfolgen. So verstehen sie beispielsweise, dass auf ein Objekt zeigen die Aufmerksamkeit auf dieses lenken soll. Diese Fähigkeit entwickelt sich im Laufe der Zeit hin zu sehr komplexen Vorstellungen von anderen, etwa dass eine Person eine falsche Vorstellung von etwas besitzen kann.

### Die „Playing-with-Reality“-Theorie
Fonagy und Target ergänzen die Affektspiegelungstheorie durch die „Playing-with-Reality“-Theorie. Diese spielt sich in einer späteren Entwicklungsphase, etwa ab achtzehn Monaten bis zu vier Jahren ab. Sie nimmt nach den Autoren denselben Stellenwert wie die Affektspiegelung ein. Sie gehen der Frage nach, wie die psychische Realität beschaffen ist, bevor sie als psychische wahrgenommen wird, also bevor das Kind eine Vorstellung von dem Geistig-Mentalen besitzt.
Die Forscher setzen hier zwei unterschiedliche Modalitäten voraus, in denen Gefühle und Gedanken erfahren werden und die nebeneinander existieren:
- den Als-ob-Modus (pretend mode) und
- den Modus psychischer Äquivalenz (psychic equivalence mode).

Unter dem Als-ob-Modus wird ein Zustand verstanden, in dem die Realität suspendiert, gewissermaßen aufgehoben wird. In diesem Modus kann das Kind also spielen, ohne zu befürchten, dass das Spiel real wird (etwa andere erschießen). Das Kind kann auf diese Weise seine inneren Zustände extern (im spielerischen Als-ob-Modus) darstellen. Die Rolle der Eltern während dieses Modus ist durch ihre Auffassung der Spielhandlung bedingt. Durch ihre Kommentare zu den Spielhandlungen können sie die inneren Zustände des Kindes verbal spiegeln. Sie benennen also damit den Selbstzustand des Kindes („jetzt bist du aber wütend“).
Unter dem Modus psychischer Äquivalenz wird ein Zustand des Kindes verstanden, in dem es seine Gedanken als tatsächliche Realität erlebt. So wirkt der Gedanke, ein Krokodil sei unter dem Bett, genau so beängstigend auf das Kind, als wäre tatsächlich eines dort. Das Kind sieht also seine Gedanken im Äquivalenzmodus nicht von der Realität getrennt. Auch hier nehmen die Eltern eine erhebliche Rolle für die kindliche Auffassung ein. Hier vertreten sie sowohl die Realität, können aber gleichzeitig die kindlichen Gedanken mentalisierend ernst nehmen oder nicht ernst nehmen.
Am Ende dieser Entwicklung steht die Integration von Als-ob-Modus und Äquivalenzmodus. Fonagy und Target nennen den daraus resultierenden psychischen Modus reflektierenden Modus. Nach der Entwicklung im Als-ob-Modus und Äquivalenzmodus hat das Kind zumeist eine repräsentationale Theorie des Geistes entwickelt. Nun kann es erkennen, dass seine Gedanken und Gefühle Einstellungen zur Realität sind. Es begreift, dass die Realität durch seine Gedanken beeinflusst wird, aber ihr nicht exakt entspricht, wie im Äquivalenzmodus. Nun ist es dazu in der Lage, mit seinen Gedanken über die Realität zu spielen, da es nicht befürchten muss, sie würden sich in die Realität verwandeln. „Wenn die Mutter jetzt böse auf das Kind ist, so kann sich das Kind dagegen wehren: Meine Mutter glaubt oder denkt, ich sei böse, aber ich glaube und denke etwas anderes.“

### Bindungstheorie und Mentalisierung
Die Bindungstheorie stellt einen Zusammenhang zwischen dem Bindungsverhalten des Kindes einerseits und dem Verhalten seiner Bezugspersonen andererseits her. Sie bezieht dieses Zusammenspiel auf die spätere Entwicklung des Kindes und versucht auch, die Entwicklung einer evtl. Psychopathologie durch dieses Zusammenspiel zu erklären. Das beobachtbare Bindungsverhalten beschreibt lediglich, wie das Kind versucht, zu der Bezugsperson Nähe herzustellen und bei entsprechender Befriedigung des Nähebedürfnisses Erkundungsverhalten zu zeigen beginnt. Doch schon John Bowlby, der Begründer der Bindungstheorie, stellte die Vermutung auf, dass die frühe Bindung einen prägenden Einfluss auf die späteren Beziehungen und die psychische Gesundheit ausüben könne. Dies erklärte er durch inner working models, also die psychische Repräsentation der Bindungserfahrung. Es stellte sich heraus, dass die Qualität der Bindung einen Einfluss auf die spätere Einstellung zu Beziehungen hat und sich diese sogar auf die psychische Gesundheit der nächsten Generation auswirken kann.
Wie oben beschrieben, sehen Fonagy und Target die Entwicklung der Mentalisierungsfähigkeit eng mit der Bindung des Kindes an seine Bezugsperson verknüpft. Sie verwenden Elemente aus der Bindungstheorie für ihr theoretisches Konzept des Einflusses der frühen Beziehung zu Bezugspersonen auf die Entwicklung der Affektregulation und die Entwicklung der Mentalisierung. Sie verwenden aber auch Untersuchungsmethoden der Bindungstheorie, um ihre Annahmen empirisch zu prüfen. So hat Fonagy beispielsweise eine Methode entwickelt, die von ihm beschriebene Reflexionsfunktion zu untersuchen, indem ein Erwachsenen-Bindungsinterview mit dem von ihm entwickelten „Reflective Function Manual“ ausgewertet wird. Hier konnte ebenfalls ein Zusammenhang zwischen hoher Reflexionsfunktion und sicherer Bindung hergestellt werden (wie im Erwachsenen-Bindungsinterview). Die Auswirkungen dessen auf das Bindungsverhalten des Kindes werden in der fremden Situation getestet. Damit konnte Fonagy einen Zusammenhang zwischen Reflexionsfunktion der Bezugsperson und Bindungsstil der Kinder nachweisen. Es zeigt sich: „das Gewahrsein der Bezugsperson für die mentalen Zustände des Kindes ist offensichtlich ein signifikanter Prädiktor der Wahrscheinlichkeit einer sicheren Bindung“.
Fonagy sieht einen Zusammenhang zwischen der Mentalisierungsfähigkeit (Reflexionsfunktion) der Bezugspersonen und dem Bindungsstil des Kindes. Fonagy sieht als wichtigen Grund für die Entwicklung eines sicheren Bindungsstils an, dass die Mutter eine intentionale Haltung gegenüber einem noch nicht intentionalen Säugling einnehmen kann, sie ihm also ein absichtsvolles Handeln unterstellt, obwohl dies noch gar nicht entwickelt ist. So zeigte sich beispielsweise, dass der Bindungsstil des Kindes mit einem Jahr anhand der mentalisierenden Aussagen der Mutter gegenüber ihrem sechs Monate alten Säugling vorhergesagt werden konnten. Die komplexe Auswertung der Aussagen der Mutter beinhaltete Aussagen, die auf Wissen, Wünsche, Gedanken, Interessen, aber auch emotionales Engagement sowie mentale Vorgänge („Denkst du nach?“) des Kindes anspielten. Auch Bemerkungen darüber, ob die Säuglinge Gedanken über die Mutter hätten oder sie zu beeinflussen versuchen („Willst du mich etwa ärgern?“), wurden als Indikator für eine mentalisierende Einstellung gewertet. Waren diese Kommentare häufig und trafen sie übereinstimmend auch die anzunehmenden Zustände des Säuglings, waren die Kinder mit einem Jahr sehr wahrscheinlich sicher gebunden. Der sichere Bindungsstil gilt als die bestmögliche Bindungseinstellung des Kindes. Dabei wurde ebenfalls gemessen, ob die Aussage der Mutter über das Kind wahrscheinlich den Zustand des Kindes korrekt widerspiegelt, was ebenfalls als hohe Mentalisierungsfähigkeit gewertet wurde. Die Mentalisierungsfähigkeit der Mutter hat also einen hohen Einfluss auf das Bindungsverhalten des Kindes.
Fonagy und seine Mitarbeiter gehen davon aus, dass eine sichere Bindung das Kind ebenfalls dazu befähigt, seinen Erregungszustand (Arousal) des Zentralen Nervensystems auf einem optimalen Niveau zu halten. Aus der neurophysiologischen Forschung geht hervor, dass dies eine positive Begleiterscheinung der sicheren Bindung ist und so zusätzlich die Rahmenbedingungen bietet, dass sich die Mentalisierung entwickeln kann. Die Mentalisierungsfähigkeit benötigt die Fähigkeit, die gerade vorherrschende physische Realität beiseitezulassen und sich auf die weniger zwingende Realität eines inneren Zustands zu konzentrieren, in dem der Andere sich befindet. Dies wird durch eine sichere Bindung gewährleistet.

## Neurowissenschaft und Mentalisierung
Neben der Regulierung des Erregungszustandes des Zentralen Nervensystems werden auch andere Auswirkungen der Bindung in der Neurowissenschaft diskutiert. So ist die rechte Hirnhemisphäre in den ersten drei Lebensjahren dominant. Die Bindungsbeziehung übt einen unmittelbar prägenden Einfluss auf diese, für Gefühle und soziale Kognitionen zuständige Hirnhemisphäre, aus. Eine sichere Bindung könnte so zu sozial-emotionalem Verhalten und der Selbstregulation beitragen.
Fonagy und seine Mitarbeiter zeigen auf, dass mehrere Hirnregionen bei Erwachsenen an sozialen Interaktionsprozessen, der sozialen Kognition und der Mentalisierung beteiligt sind. Die Responsivität auf kommunikative Gesichtsausdrücke findet offenbar in den Schläfenlappen statt. Dort werden diese komplexen, visuellen Informationen identifiziert und in der Amygdala verarbeitet, also auf emotionale Signifikanz geprüft. Die Kontrolle, die in sozialen Interaktionen benötigt wird, erfordert eine ununterbrochene Aktualisierung der Interpretation emotionaler Signale sowie eine Regulierung der eigenen emotionalen Zustände und Äußerungen. Hierbei spielt der orbito-frontale Kortex eine wichtige Rolle. Dort könnten Funktionen, die für den sozialen Austausch besonders wichtig sind, lokalisiert sein. Diese Hirnareale könnten für den Vorgang der Mentalisierung verantwortlich sein.
Die Funktion des präfrontalen Kortex wiederum wird durch den Erregungszustand (Arousal) stark beeinflusst. Steigt die Erregung des präfrontalen Kortex und der mit ihm assoziierten Hirnsysteme zu stark an, werden andere Hirnregionen aktiviert, und die flexiblen und reflexiven Reaktionen des präfrontalen Kortex werden offenbar durch Kampf-oder-Flucht-Reaktionen überlagert. Hierbei reagieren Menschen mit unsicherer oder desorganisierter Bindung auf soziale Begegnungen mit einem hohen Arousal. Schon relativ unkomplizierte soziale Situationen können die Fähigkeit, reflexiv und flexibel zu reagieren, einschränken – ein möglicher Hinweis darauf, dass ein erhöhter Erregungszustand das Mentalisieren beeinflussen könnte.
Sowohl die Hirnregionen, die an der Lösung von typischen Experimenten, welche in der Theory-of-Mind-Forschung angewandt werden, als auch Regionen, die wahrscheinlich ein repräsentationales Selbst ermöglichen könnten, konnten lokalisiert werden. Auch die Erforschung des Einflusses der Spiegelneuronen lässt einen Einfluss auf die Interpretation des intentionalen Handelns vermuten. Genauere Zusammenhänge sind aber nicht ausreichend erforscht.
Auch die Störung von Gedächtnisfunktionen, wie sie etwa bei Psychotraumata auftreten, kann sich negativ auf die Fähigkeit zur Mentalisierung auswirken.

## Psychopathologie
Die Forscher gehen davon aus, dass Abweichungen in den beschriebenen Entwicklungsprozessen zu teilweise erheblichen psychischen Störungen führen können.
Die markierte Spiegelung des Affektausdruckes des Kindes durch die Bezugsperson führt dazu, dass das Kind Affekte repräsentieren kann, also bewusst wahrnehmen, zuordnen und reflektieren kann. Ist die Bezugsperson durch eigene Schwierigkeiten und Konflikte belastet, kann sie sich durch negative Affektäußerungen des Säuglings überwältigt fühlen. Sie spiegelt dem Kind so ihr eigenes Gefühl oder kann überhaupt nicht angemessen reagieren. Unter diesen Umständen kann das Spiegeln oder die Markierung des Affektausdruckes als Merkmal der wechselseitigen Bezogenheit (Interaktion) fehlen.
Die Bezugsperson reagiert unter diesen Umständen mit dem Ausdruck unmarkierter Emotionen, wie sie es gegenüber Erwachsenen tun würde. Der Säugling kann die gezeigte Emotion nicht auf sich beziehen. Er sieht in der Reaktion der Bezugsperson so auch seinen eigenen negativen Affektausdruck gespiegelt. Der Säugling kann aber nicht verstehen, dass es eine Reaktion auf seinen eigenen Ausdruck ist. So empfindet er die Reaktion der Bezugsperson auf seine eigenen negativen Affekte als ihren Zustand, nicht als eine Spiegelung. Der negative Affekt des Kindes wird so nicht in der Interaktion abgeschwächt, sondern sogar noch verstärkt. Die Emotion des Säuglings kann so von ihm weder reguliert noch repräsentiert werden. Die Beeinträchtigung der Selbstwahrnehmung ist die Folge. Das Kind kann keine sekundären Repräsentanzen seiner Emotionen bilden und, infolgedessen, seine Emotionen nicht eigenständig kontrollieren. Auf diese Weise würde ein psychisches Erleben geschaffen, was der Projektiven Identifikation entspricht. Der Betroffene wird seine eigenen emotionalen Zustände häufig als die anderer wahrnehmen. Für die spätere Entwicklung bedeutet dies auch, dass die innere Welt als überreal empfunden wird. Ein solches Interaktionsverhalten führt also dazu, dass keine regulierende Distanz zu den eigenen Affekten aufgebaut werden kann. Dies entspricht weitgehend dem Äquivalenzmodus (siehe oben).
Eine weitere pathologische Abweichung in diesem Entwicklungsprozess wäre ein Misslingen der Spiegelung. Spiegelt die Bezugsperson die Affekte des Kindes nicht, zeigt also als Antwortreaktion nicht den Affekt des Säuglings, sondern einen völlig anderen, kann sich eine „falsche“ Selbstrepräsentanz aufbauen. Es werden zwar sekundäre Repräsentanzen gebildet, diese haben aber keinen Bezug zu dem eigentlichen Selbstzustand des Säuglings. Folge ist, dass der Zustand des eigenen Selbst verzerrt wahrgenommen und repräsentiert wird. Fonagy und Target verbinden diesen Vorgang mit dem Konzept des Falschen Selbst von Donald Winnicott. Da die wahrgenommenen inneren Selbstrepräsentanzen nicht dem tatsächlichen Affektempfinden entsprechen, nehmen diese Individuen ihre innere Welt häufig im Als-ob-Modus wahr (siehe oben).
Weitere Auswirkungen auf diese Entwicklung können Tendenzen in der Herkunftsfamilie haben, die keine Verspieltheit in der Entwicklung in der Phase des Als-ob-Modus und des Modus psychischer Äquivalenz zulassen. Insbesondere Kindesmisshandlung würde kaum Verspieltheit zulassen, da in einer solchen Umwelt jede Regung der Erwachsenen ernste Folgen haben kann, und dementsprechend immer ernst genommen werden muss. Aber auch subtilere Formen der Vernachlässigung erschweren die wichtige Integration des Als-ob-Modus und des Modus psychischer Äquivalenz zum reflektierenden Modus. Die Entwicklung der Fähigkeit zur Mentalisierung wird unterschiedlich stark behindert.
Darüber hinaus kann die Unfähigkeit, die eigenen Affekte zu regulieren, hierbei auch über Generationen weitergegeben werden, hierfür gibt es Hinweise in der Bindungsforschung. Die Unfähigkeit, Affekte in der Psyche zu repräsentieren, führt dazu, dass sie nicht kontrolliert werden können. Die emotionalen Zustände werden stets intensiv erlebt, können aber nicht benannt werden. Verwirrung und der Verlust der Kontrolle sind die Folgen.
Eine frühe, sichere Bindung an die Bezugsperson erlaubt es dem Kind, die Aufmerksamkeit auf weniger existentielle Dinge zu lenken als lediglich darauf, die Bindung zur Bezugsperson sicherzustellen. Dies erlaubt es dem Kind, die Aufmerksamkeit weg von konkreten Handlungen auf den zwischenmenschlichen Kontakt zu lenken. Durch eine unsichere Bindung kann also auch die Aufmerksamkeitsleistung beeinträchtigt werden.
Eine unsichere Bindung steht eng mit einer geringen, mütterlichen Reflexionsfunktion (also der konkreten Mentalisierungfähigkeit der Mutter) in Verbindung. Eine unsicher-desorganisierte Bindung geht sehr häufig mit Verhaltensproblemen wie Selbstverletzung, aggressivem und gewalttätigem Verhalten einher. Ein geringes Verständnis der Mutter für die psychische Situation des Kindes wirkt sich also auf die beschriebenen Verhaltensprobleme aus.
Bindungstraumata (sexueller Missbrauch, Misshandlung, frühe Verlusterfahrungen) sind sehr häufig bei schweren psychischen Störungen wie einer Persönlichkeitsstörung zu finden. Fonagy und Bateman vermuten im Zusammenhang mit derartigen Psychotraumata ebenfalls ein Verharren im Äquivalenzmodus, also in der Gleichsetzung von innerer, mentaler Welt und der Realität. In einem solchen Fall wären die Verständnismöglichkeiten des Individuums für destruktive Verhaltensweisen anderer in seiner sozialen Umwelt sehr gering. Der Betroffene könnte destruktive Taten anderer nur mangelhaft mentalisieren. Hierauf kann er mit erhöhter Brutalität auch in engen Beziehungen reagieren.

## Rezeption
Das Mentalisierungskonzept gilt als systematische Darstellung einer psychoanalytischen-intersubjektiven Theorie, die viele Ergebnisse aus Nachbardisziplinen nutzbar für die psychoanalytische Betrachtung macht. Fonagy und Target beziehen sich dabei ebenso auf die psychoanalytische Objektbeziehungstheorie nach Donald Winnicott und Wilfred Bion. Als Kritikpunkte sieht Martin Dornes, dass die Theorie vorwiegend für schwere Persönlichkeitsstörungen gilt und weniger für Neurosen. Sie sei sehr kognitionslastig und trage wenig zu sexuellen Problemen bei. Sie fokussiere zu stark auf einen einzigen Mechanismus (Mentalisierung) und gehe zu stark auf frühkindliche Traumata ein. Dabei lasse sie wenig Platz für psychische Verwundungen in der Adoleszenz und im Erwachsenenalter.
Das Konzept der Mentalisierung führte zur Entwicklung der mentalisierungsbasierten Psychotherapie oder dem mentalisierungsgestützten Behandlungskonzept (Mentalization Based Treatment MBT) durch Peter Fonagy und Anthony W. Bateman. Dieses Behandlungskonzept soll an schweren Persönlichkeitsstörungen leidenden Patienten helfen, ein besseres Verständnis für sich selbst und andere Menschen entwickeln zu können.

### Mentalisierungsbasierte Psychotherapie in Gruppen (MBT-G)
Mentalisierungsbasierte Psychotherapie findet auch in Gruppen Anwendung; der norwegische Gruppenanalytiker Sigmund Karterud hat dazu ein Manual mit 19 Interventionen erstellt, und mit seiner Forschungsgruppe Skalen zur Messung der Behandlungsadhärenz und -kompetenz erarbeitet und validiert.
Wirksamkeitsforschung zu mentalisierungsbasierter Gruppenpsychotherapie im deutschsprachigen Raum zeigte hohe Effektstärken; MBT-G Interventionen haben sich als Ergänzung psychodynamischer Gruppenpsychotherapie-Interventionen insbesondere für Patienten mit strukturellen Einschränkungen als hilfreich erwiesen und finden modifiziert auch in der Behandlung von Patienten aus dem Psychose-Spektrum Anwendung.

### Interventionsprogramme auf der Basis des Mentalisierungskonzeptes für Kinder und Jugendliche
Neben der mentalisierungsbasierten Psychotherapie entstanden noch weitere Interventionskonzepte auf der Basis der von Fonagy und Bateman entwickelten Psychotherapie:
- MBFT: Mentalization-Based Family Therapy (mentalisierungsbasierte Familientherapie von Fearon)
- SMART: Short-term Mentalizing and Relational Therapy (die Kurzzeit-Mentalisierungs- und relationale Therapie ebenfalls von Fearon)
- MBT-A (mentalisierungsbasierte Psychotherapie für Jugendliche von De Viersprong, NL)
- Peaceful Schools Project (ein Gruppenprojekt für Schulen von Twemlow)
- Adolescent Trauma Educational Group (das Mentalisierungskonzept in Gruppenbehandlungen für Traumatisierte von Allen)
- Parents First Reflecting Parenting Workshop (ein Elternprogramm von Slade)
- MTB Minding the Baby Project (ein Programm für Eltern mit Kleinkindern von Sadler)[54]